# Historia de las relaciones entre Irán y el Reino Unido
Las Relaciones Irán-Reino Unido fueron precedidas históricamente por las relaciones políticas de Irán (El cual fue llamado Persia por el mundo occidental antes de 1935) e Inglaterra desde el periodo tardío del Ilkanato (Siglo XIII) cuando el Rey Eduardo I de Inglaterra envió a Geoffrey de Langley a la corte del Ilkanato para buscar una alianza.
Hasta el temprano siglo XIX, Irán era una nación remota y legendaria para Inglaterra, tanto así que los países europeos nunca establecieron centros diplomáticos serios, tales como un consulados o embajada. Hacia mediados del siglo XIX, Irán creció en importancia como estado colchón ante el Dominio Británico sobre India. El Reino Unido impulsó conflicto entre Irán Afghanistán como forma de evitar una invasión afgana de la India.

## Era Safávida
En el año 1553, el Rey Eduardo VI de Inglaterra contrató al adinerado mercader y explorador, Sebastián Cabot para desarrollar una compañía comercial semi-rentable. Se le fueron dados dos barcos que navegaron hasta la ciudad portuaria de Arkhangelsk. El capitán de uno de esos barcos fue Cpt. Richard Chancellor, quien exitosamente llegó a la ciudad en el norte. De ahí, Sebastián Cabot y su tripulación navegaron hasta la ciudad rusa de Moscú con una propuesta de negocios para el Gran Duque Ivan IV el Terrible. Cuando fue aceptada, la Compañía de Moscovia fue fundada. Al sur de los cuarteles generales de la Compañía de Moscovia estaba el rico territorio del Imperio Safávida. La compañía comenzó a enviar emisarios durante el reinado del Sah Tahmasp I durante los primeros años de negocios. Anthony Jenkinson fue uno de los primeros lideros de estos emisarios. En total, hubo seis visitas y la última fue en junio de 1579 durante el reinado del Sah Mohammad Khodabanda liderada por Arthur Edwards. Pero cuando los emisarios de la compañía llegaron a la corte real en Qazvin, el Sah estaba ocupado protegiendo sus fronteras de su archirrival, el Imperio Otomano. Para obtener la riqueza del país, la compañía exitosamente se infiltró en bazares y despacharon más emisarios.
En 1597, cuando Abás I de Safávida buscaba establecer una alianza con sus archirrivales, los Otomanos, recibió a Robert Shirley, Anthony Shirley, y un grupo de 26 emisarios ingleses Qazvin. La delegación inglesa, también consciente de la amenaza otomana, estaban más que encantados de tener a Persia como un aliado ante la amenaza Otomana. El Sah Abás recibió cálidamente a la delegación y los llevo en calidad de invitados a Isfahán, su nueva capital.
Pronto, los hermanos Shirley fueron dados la responsabilidad por el Sah de organizar la caballería y entrenar al ejército (principalmente la élite "Ghulam" soldados esclavos, consistiendo de ciudadanos Circasianos, Georgianos, y Armenios y otros caucásicos por los Sahs deportados e importados en masa). Los efectos de estas modernizaciones probaron ser muy exitosas, ya que de ahí en más los Safávidas probaron tener una fuerza equiparable a la de su archirrival, inmediatamente aplastándolos en su primera guerra (Guerra otomano-safávida (1603-1618)) y toda guerra safávida por venir. Muchos eventos siguieron, incluyendo el debut de la Compañía Británica de las Indias Orientales hacia Persia, y el establecimiento de rutas comerciales para la seda a través de Jask en el Estrecho de Ormuz en 1616. Es aquí que personas tales como Sir John Malcolm luego ganarían influencia en el trono Kayárida.

## Lectura Adicional
- Bonakdarian, Mansour. Britain and the Iranian Constitutional Revolution 1906–1911. Syracuse University Press in association with the Iran Heritage Foundation. 2006. ISBN 0-8156-3042-5
- Bullard, Reader.  Britain and the Middle East: From Earliest Times to 1963 (1964) popular history by a diplomat
- Galbraith, John S. "British policy on railways in Persia, 1870–1900." Middle Eastern Studies 25.4 (1989): 480-505 covers "Reuter Concession"; online
- Galbraith, John S. "Britain and American Railway Promoters in Late Nineteenth Century Persia." Albion 21.2 (1989): 248-262. online
- Greaves, Rose Louise. "British Policy in Persia, 1892-1903--I" Bulletin of the School of Oriental and African Studies, University of London 28#1 (1965), pp. 34–60 online
- Ingram, Edward. Britain’s Persian Connection 1798–1828: Prelude to the Great Game in Asia. 1993. Oxford University Press. ISBN 0-19-820243-1
- Kazemzadeh Firuz, Russia and Britain in Persia 1864–1914, A Study in Imperialism, 1968, Yale University Press.
- Sabahi, Houshang. British policy in Persia, 1918-1925 (Routledge, 2005).
- Shahnavaz, Shahbaz. Britain and South-West Persia 1880-1914: A Study in Imperialism and Economic Dependence (Routledge, 2005).
- Shuster, Morgan, The Strangling of Persia: Story of the European Diplomacy and Oriental Intrigue That Resulted in the Denationalization of Twelve Million Mohammedans. ISBN 0-934211-06-X
- Sykes, Christopher. "The Persian Crisis: Historical Background." History Today (July 1951) 1#7 pp 19–24 covers 1880 to 1944.
- Thornton, A. P. "British Policy in Persia, 1858-1890." part I English Historical Review (1954) 70#274: 554-579 online. part III 70#274 (1955), pp. 55–71 online
- Wilson, K. "Creative accounting: the place of loans to Persia in the commencement of the negotiation of the Anglo-Russian Convention of 1907." Middle Eastern Studies 38.2 (2002): 35-82.